# Серравалле-Скривія
Серравалле-Скривія (італ. Serravalle Scrivia, п'єм. Seraval Scrivia) — муніципалітет в Італії, у регіоні П'ємонт,  провінція Алессандрія.
Серравалле-Скривія розташоване на відстані близько 430 км на північний захід від Рима, 100 км на південний схід від Турина, 29 км на південний схід від Алессандрії.
Населення — 6256 осіб (2014).
Щорічний фестиваль відбувається 11 листопада. Покровитель — святий Мартин Турський.

## Демографія
Населення за роками:

Станом на 1 січня 2023 року в муніципалітеті офіційно проживало 1358 іноземців з 53 країн, серед них 299 громадян країн Євросоюзу та 29 громадян України.

## Сусідні муніципалітети
- Аркуата-Скривія
- Кассано-Спінола
- Гаві
- Нові-Лігуре
- Стаццано
- Віньоле-Борбера